# Шалом Меир
«Шалом Меир» (иврит: מגדל שלום מאיר, Мигдаль Шалом Меир; обычно в сокращении מגדל שלום, Мигдаль Шалом) — первый построенный в Израиле небоскрёб. Находится в Тель-Авиве и используется как офисное здание. В нём также располагается небольшой коммерческий центр. До 1999 года имел смотровую площадку. Здание имеет 34 этажа и высоту 142 метра. Возведённый в 1966 году небоскрёб был оборудован по последнему слову техники: эскалаторами, центральной системой кондиционирования, десятью быстрыми лифтами, подземной автостоянкой и будущей станцией тель-авивского метро, которая, вероятно, никогда не примет пассажиров. Здание было спроектировано с учетом всех норм сейсмоустойчивости. После завершения строительства, Шалом Меир был самым высоким зданием на Ближнем Востоке и одним из самых высоких зданий в Европе. Здание оставалось самым высоким в Израиле более 30 лет, пока в 1999 году не был построен Центр Азриэли из трех башен, самая высокая из которых достигла высоты 187 м. Из-за того, что в комплексе Азриэли тоже была площадка обозрения, в «Шалом Меир» она закрылась из-за отсутствия посетителей.
Архитекторы — Ицхак Перльштейн и Гидон Зив.

## История
В конце 1950-х было принято решение о переносе гимназии Герцлия и сносе её исторического здания, так как из-за старения населения на юге города учеников становилось всё меньше, а здание приходило в упадок. Несмотря на протесты некоторых жителей, желавших сохранить историческую достопримечательность, участок со зданием продали группе инвесторов во главе с братьями Моше и Мордехаем Меир, выпускниками гимназии. На её месте в 1966 году было завершено строительство небоскрёба «Шалом Меир», имевшего 34 этажа и высоту 142 метра. Одним из условий выдвинутых городом было продление улицы Герцля, чтобы улучшить транспортную ситуацию и позволить городу развиваться напрямую в сторону моря. Чтобы продлить улицу Герцля, здание состоит из двух частей, связанных перемычкой над улицей. Тем не менее, из-за изменений в городских планах улицу не продлили до побережья, а постройка небоскрёба в старом плотно застроенном районе только ухудшила дорожное движение. На первом этаже здания располагался универмаг «Коль-бо Шалом», самый популярный в Израиле на тот момент. Здание имело скоростные лифты. Небоскрёб особенно выделялся на фоне окружающих малоэтажных домов. У западного входа высит огромнная мозаика площадью 75 м², на которой изображена история города.